# إيلي غوتمان
إيلي غوتمان (بالعبرية: אלי גוטמן‏) (24 فبراير 1958 بإسرائيل - ) هو مدرب كرة قدم ولاعب كرة قدم إسرائيلي في مركز الوسط. لعب مع Beitar Nes Tubruk F.C. ‏ وMaccabi Neve Sha'anan Eldad F.C. ‏.

## وصلات خارجية
- إيلي غوتمان على موقع قاعدة بيانات كرة القدم.إي يو (الإنجليزية)
- إيلي غوتمان على موقع Soccerway.com (الإنجليزية)
- إيلي غوتمان على موقع عالم كرة القدم.نت (الإنجليزية)